# Orda (Oroszország)
Orda (oroszul: Орда) falu Oroszország Permi határterületén, az Ordai járás székhelye.
Lakossága: 5375 fő (a 2010. évi népszámláláskor).

## Fekvése
A Permi határterület délkeleti részén, a Kungur és mellékfolyója, az Orgyinka partján terül el. A legközelebbi város és vasútállomás Kungur (kb. 30 km-re északra), a transzszibériai vasútvonalon.
A falut a folyóról nevezték el, melyet korábban szintén Ordának hívtak (a mai folyónév ennek kicsinyítő képzős alakja). 

## Története
Első írásos említése 1662-ből származik, amikor fegyveres nem-oroszok („inorodci”) felgyújtották a helyi fatemplomot. Illés prófétának (oroszul Ilja prorok) szentelt templomáról 1696-ban Iljinszkojenek is nevezték. 
A település 1924-ben lett járási székhely. 1928-ban lenfeldolgozó egyesülést alapítottak.
A falu nevezetessége a közeli híres vízalatti barlang. Bejárata a Kungur folyó bal partján, a víz fölé kb. 50 m-re emelkedő Kazakovszkaja-hegyen ('kozák' hegy) található. Ez az ország legnagyobb ismert vízalatti barlangja. 41 m mély, felderített járatainak teljes hossza  3600 m, ebből 3300 m víz alatti rész (2004 végén); más ismertető szerint több mint 4500 m, ebből mintegy 4000 m víz alatti rész. Búvárok egyik kedvenc merülési helyszíne.